# Koreanische Küche

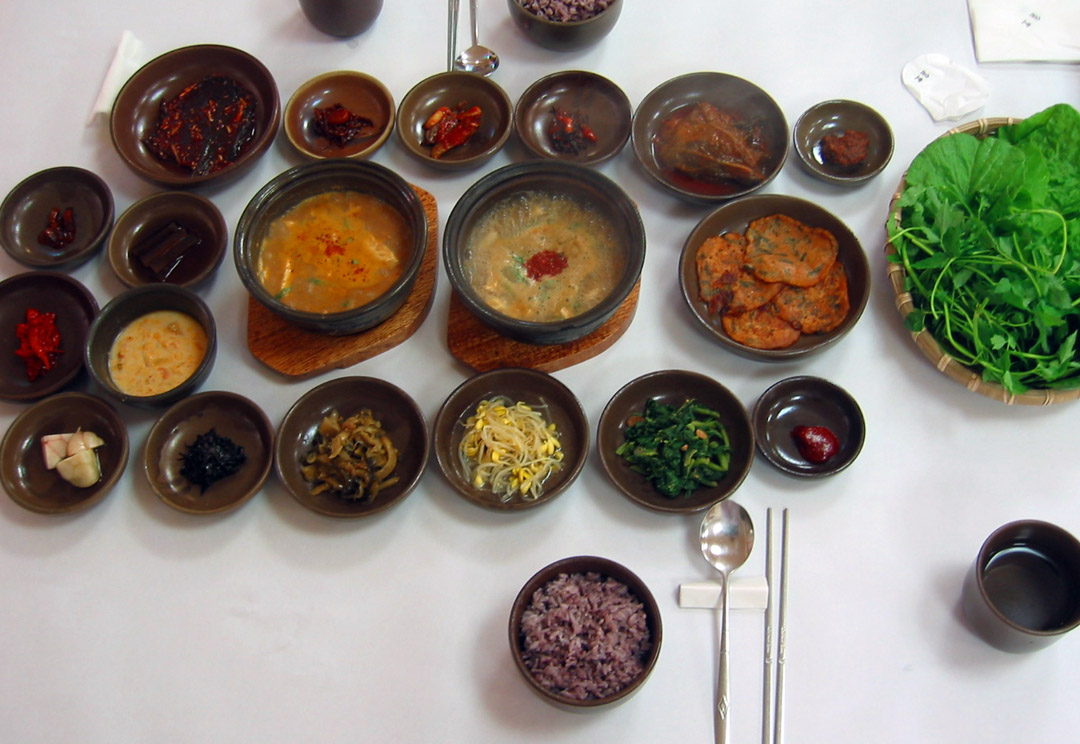
Hanjeongsik – 한정식 – ein traditionell typisches koreanisches Essen

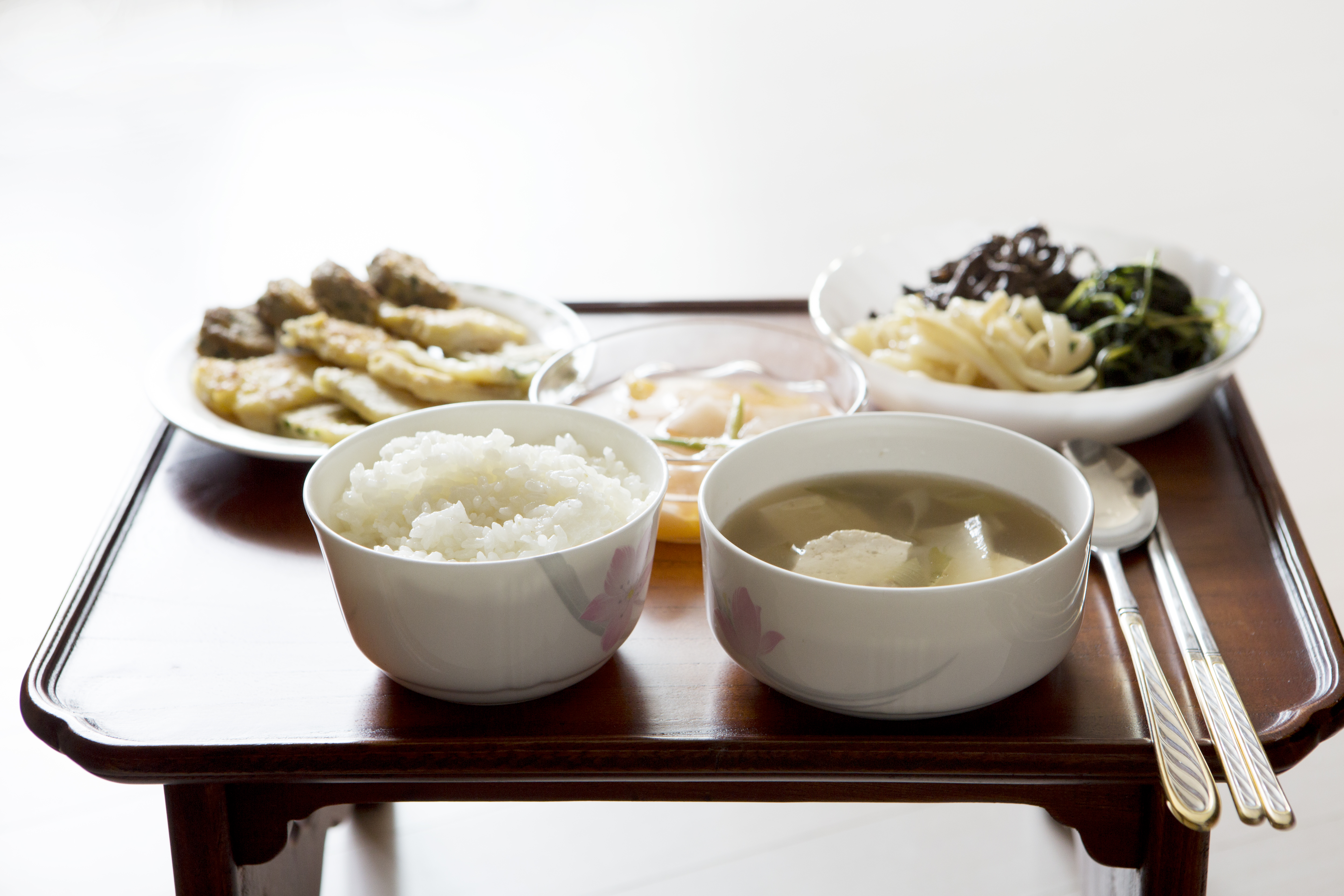
Bapsang – 밥상 – ein „koreanisches Esstisch“ mit Hausmannskost

Die koreanische Küche hat sich aus vielen Jahren des sozialen und politischen Wandels weiterentwickelt. Ursprünglich aus der urtümlichen Landwirtschaft und den nomadischen Traditionen auf der koreanischen Halbinsel und der südlichen Mandschurei stammend, hat sich die koreanische Küche durch komplexe Wechselwirkungen zwischen der Umwelt und verschiedenen, zeitgleichen kulturellen Trends verändert.
Die koreanische Küche basiert hauptsächlich auf Reis, Gemüse und Fleisch. Traditionelle koreanische Gerichte sind bekannt für die große Vielfalt an Beilagen (반찬, Banchan), die gedämpften Kleinkornreis begleiten. Kimchi wird fast immer auf den Tellern serviert. Die am häufigsten verwendeten Zutaten sind Sesamöl, Doenjang (fermentierte Bohnenpaste), Sojasauce, Salz, Knoblauch, Ingwer, Pfefferflocken, Gochujang (fermentierte rote Chilipaste) und Pak Choi.
Die Zutaten und Gerichte variieren je nach Provinz. Viele regionale Gerichte sind national geworden, und einst regionale Gerichte haben sich mit unterschiedlichen Variationen im ganzen Land verbreitet. Die Küche des koreanischen Königshofes vereinte einst alle einzigartigen regionalen Spezialitäten für die königliche Familie. Die Verhaltensgewohnheiten werden durch die koreanische kulturelle Etikette geregelt.

## Allgemeines
Das Grundnahrungsmittel in Korea ist Reis, daneben gelten Gerste und Hirse als wichtige Kohlenhydratquellen. Nudeln werden auch aus Süßkartoffeln hergestellt. Fast keine Mahlzeit kommt ohne Kimchi aus, zu dessen Zubereitung Gemüsearten, wie beispielsweise Chinakohl oder Rettich mit Salz, Chili, Knoblauch und Fischsoße eingelegt werden. Im Winter dient dieses fermentierte Gemüse als Vitaminlieferant.
In fast jeder alltäglichen koreanischen Mahlzeit wird eine Suppe mitserviert, da die Suppe in Korea in früheren Zeiten als Alternative für das Wasser diente.
Daneben wird eine Vielzahl von Gemüsearten zubereitet. Aus Sojabohnen werden zwei unverzichtbare Nahrungsmittel produziert: Tofu („dubu“) und Sojasoße („ganjang“).
Fisch, Tintenfisch und Meeresfrüchte aller Art sowie Seetang kommen fast immer auf den Tisch. Heutzutage wird auch viel Fleisch gegessen, hier vor allem Rind und Schwein, immer klein geschnitten, entweder gegrillt oder kurz gebraten. Korea bringt außerdem eine Vielfalt an schmackhaftem Obst hervor.

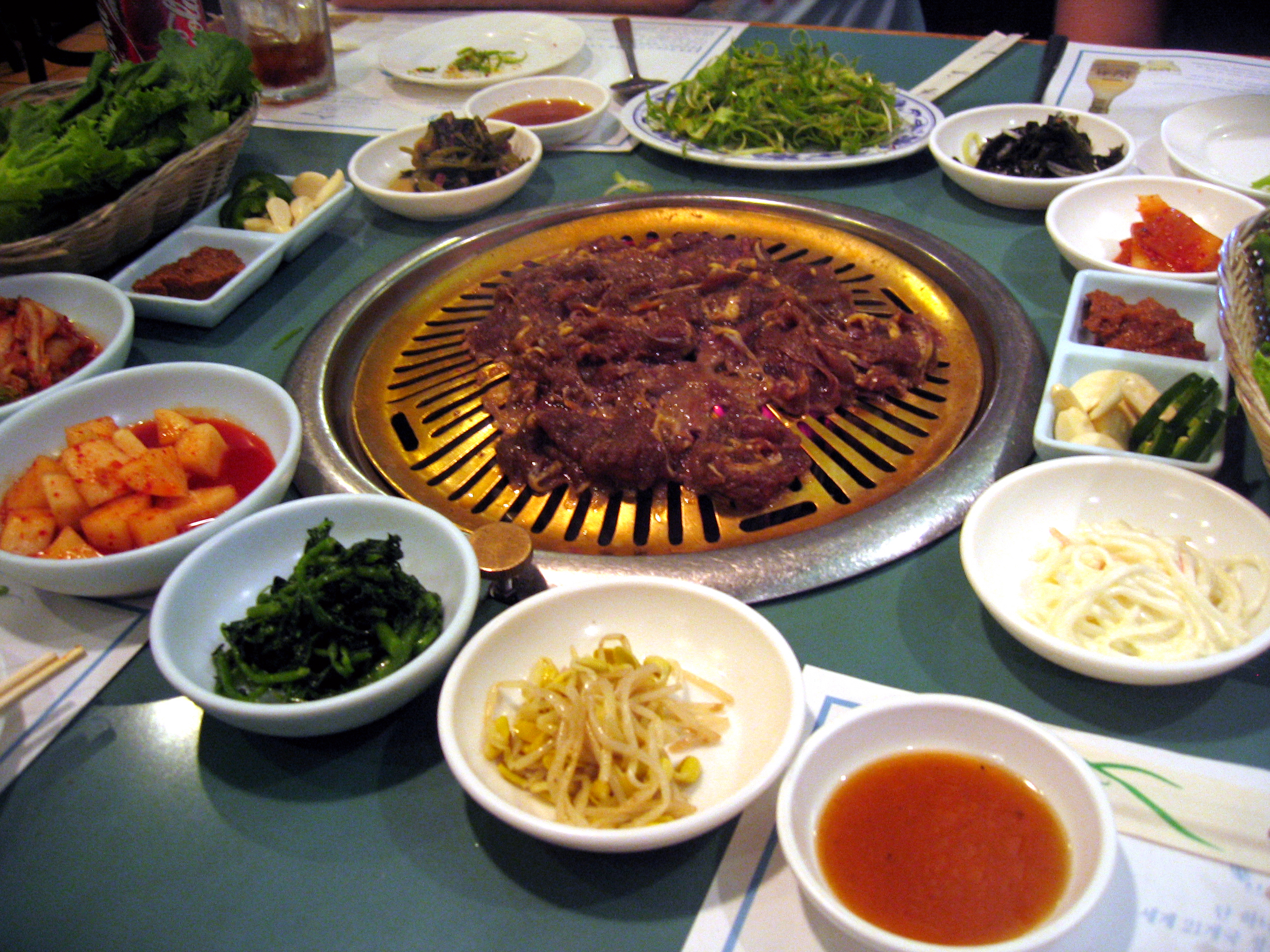
Bulgogi

In Korea gibt es eine Anzahl spezieller Gerichte, die in zeremonielle Gerichte und rituelle Gerichte unterteilt werden können. Zeremonielle Gerichte werden serviert, wenn ein Kind 100 Tage alt wird, zum ersten Geburtstag, zur Hochzeit und zum 60. Geburtstag (Hwangap).
Rituelle Gerichte werden zu Beerdigungen, bei den Ahnenriten, zu schamanischen Riten und in Tempeln aufgetischt. Die Gerichte in Tempeln zeichnen sich dadurch aus, dass sie keinen Knoblauch, Ingwer, keine Frühlingszwiebeln (typische Aromaträger der koreanischen Küche) und kein Fleisch enthalten.
Aus den zeremoniellen Gerichten sind Reiskuchen nicht wegzudenken. Deren Farbe und exakte Zusammensetzung werden dem Yin und Yang entsprechend abgestimmt, um ein Gleichgewicht zu erreichen. Die Zusammensetzung hängt auch von der Region und dem Fest ab.
Die Hofküche war durch besonders aufwendige Menüs gekennzeichnet, die zahlreiche Gänge umfassten und für die eine bestimmte Speisenfolge und ausgesuchte Zutaten vorgeschrieben waren.
Während das Essen früher überwiegend vegetarisch war, mit zahlreichen Gemüsezubereitungen, durch Tofu, Eier, oft auch durch Fisch und Seetang ergänzt, stieg mit wachsendem Wohlstand der Konsum von Fleisch, Weißmehlprodukten und vor allem Zucker stark an.

## Geschichte
Die koreanische Küche entwickelte sich zwischen dem 7. und dem 13. Jahrhundert unserer Zeitrechnung, die heute bekannte Küche entstand jedoch im Wesentlichen erst im 18. und 19. Jahrhundert. Sie wurde stark von der chinesischen Küche beeinflusst. Zu erkennen ist das an den typischen Bestandteilen der Mahlzeiten, nämlich Reis, Suppe und Beilagen sowie der Benutzung von Essstäbchen. Ebenfalls von China übernommen wurde die Berücksichtigung der fünf Elemente in der koreanischen Küche, denen auch fünf Geschmacksrichtungen entsprechen (salzig, süß, sauer, scharf und bitter) sowie die Einteilung der Lebensmittel in fünf Qualitäten. Die Unterschiede der beiden Küchen sind jedoch größer als die Gemeinsamkeiten, da sie sich völlig unabhängig voneinander entwickelt haben.
Der Reisanbau ist in Nordkorea seit etwa 4000 Jahren bekannt, aber wirklich bedeutend ist er erst seit der Silla-Zeit (668–935) und ein allgemeines Grundnahrungsmittel für die gesamte Bevölkerung ist er sogar erst seit dem 20. Jahrhundert; vorher war Reis den Oberschichten vorbehalten. „Weißer Reis mit Fleischsuppe“ war ein bekannter Ausdruck für Luxus und gutes Leben. Die Grundlagen der Ernährung bildeten lange Zeit Hirse, Hafer und Buchweizen sowie Kimchi und Gemüsesuppe.
Der Buddhismus hat die Ernährung in Korea außerhalb der Klöster nicht wesentlich beeinflusst. Die koreanischen Oberschichten aßen traditionell Fleisch, sowohl Rindfleisch und Schweinefleisch als auch Lammfleisch und Huhn sowie Wild. Für die breite Bevölkerung war Fleisch jedoch bis in die 1970er Jahre hinein eine Festspeise.
Ende des 16. Jahrhunderts wurde in Korea Chili als Gewürz eingeführt, das heute als typisch für die Küche gilt, die Schärfe bevorzugt. Es wird für die Herstellung von Kimchi verwendet, aber auch für viele Gerichte. Ursprünglich war die scharfe Geschmacksnote jedoch nur ein Kennzeichen der Regionalküche der Provinz Gyeongsang-do, während im Norden und im Südwesten des Landes sehr viel weniger scharf gewürzt wurde. Im 20. Jahrhundert verschwanden die Unterschiede zwischen den Regionalküchen weitgehend, auch durch den Einfluss der japanischen Küche.

## Festspeisen
Seit dem 15. Jahrhundert unserer Zeitrechnung hat der Konfuzianismus die koreanische Kultur zunehmend beeinflusst. Die meisten koreanischen Feste haben einen religiösen Hintergrund. Zu jedem Fest gehören bestimmte traditionelle Speisen mit symbolischer Bedeutung, vor allem Nudeln, rote Bohnen und Reiskuchen. Süße Desserts werden fast ausschließlich an Festtagen gegessen. Nudeln sind ein typisches Geburtstagsgericht, weil sie als Symbol für langes Leben gelten. Zur Wintersonnenwende wird ein Brei aus roten Bohnen (koreanisch 장영실: 팥죽, patjuk) mit süßen Reisbällchen (경단, gyeongdan) serviert, um die Geister zu vertreiben. Zum ersten Geburtstag eines Kindes gibt es farbige Reiskuchen (무지개 떡, mujigae tteok). Das Neujahrsfest wird mit Reiskuchensuppe (떡국, tteokguk) gefeiert, das Erntedankfest Chuseok (추석) mit Songpyeon (송편), einem gefüllten Reiskuchen. Die Gestaltung der Speisen spielt in der traditionellen koreanischen Küche und vor allem an Festtagen eine große Rolle. Zum Einfärben werden üblicherweise Eigelb, Eiweiß, Wasserkresse, Chili und schwarze Pilze verwendet.

## Tischetikette

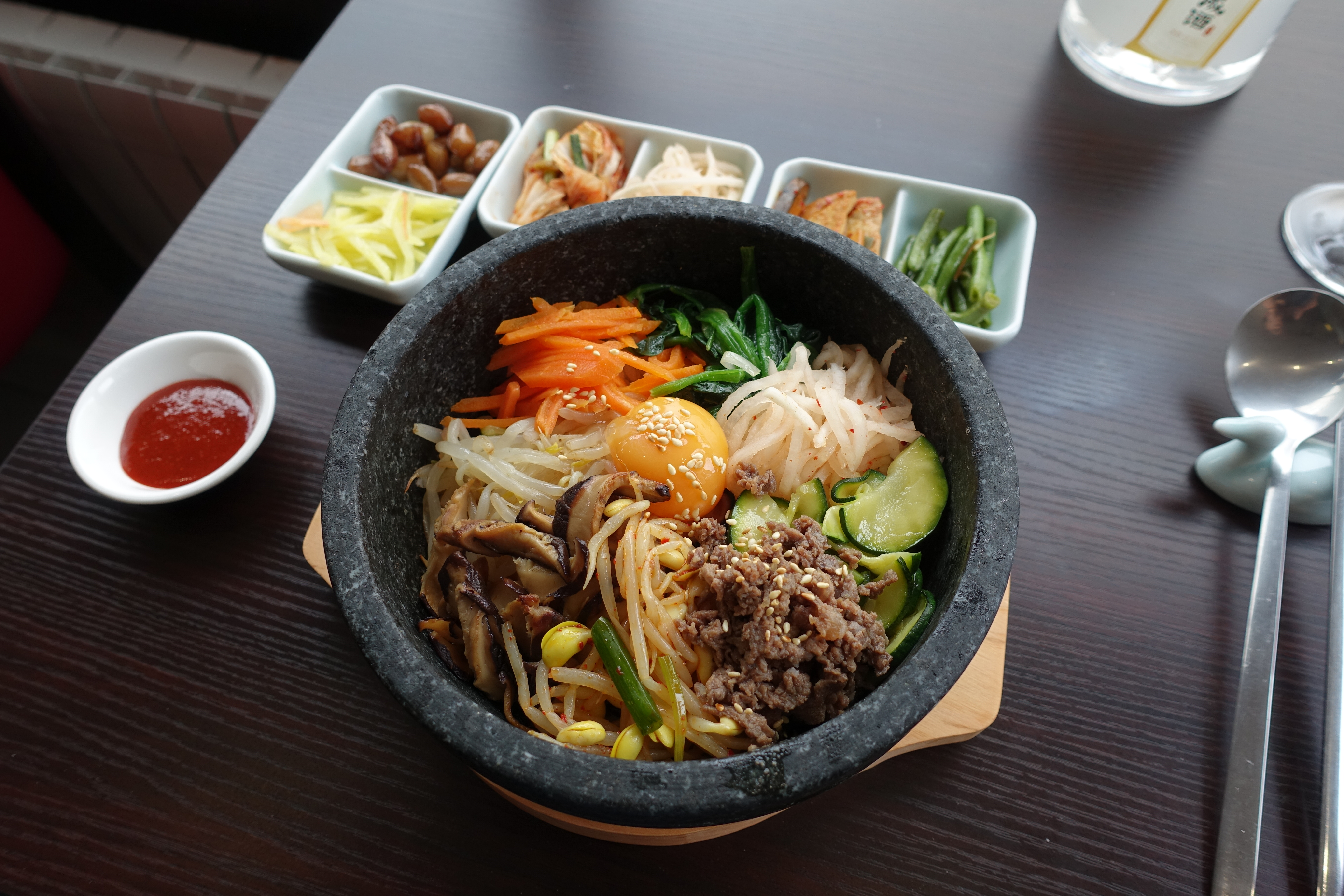
Bibimbap

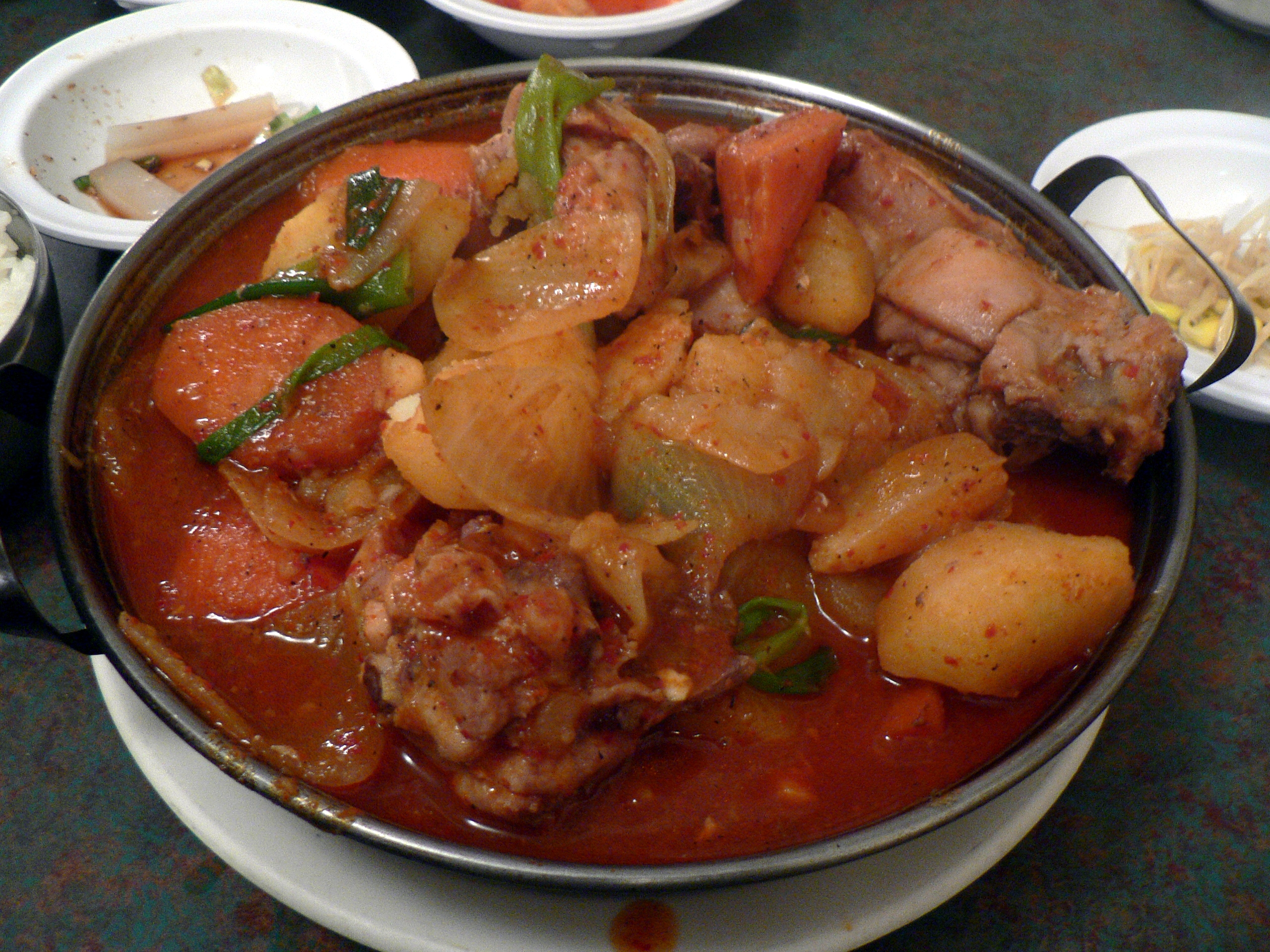
Dakbokeumtang

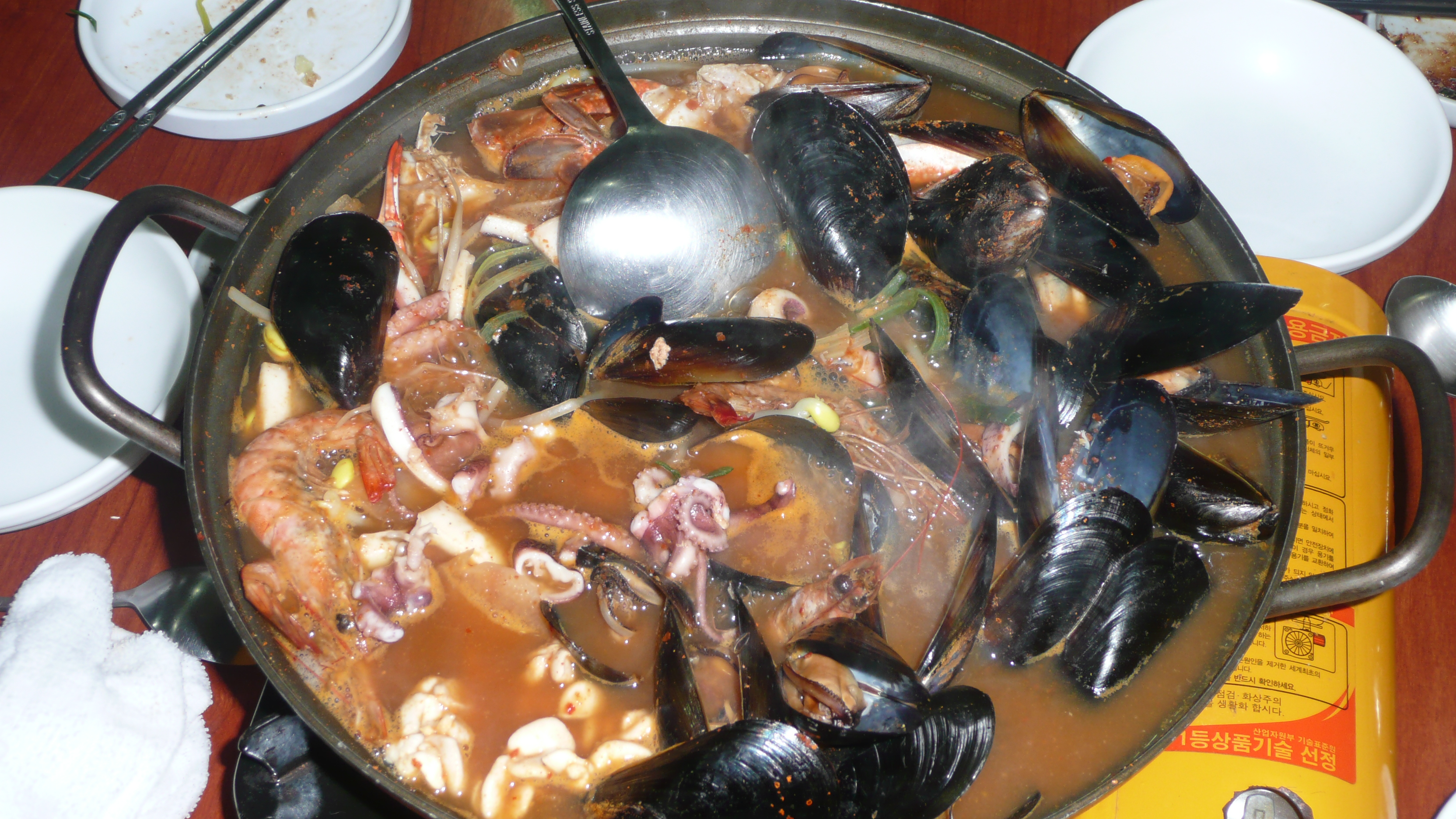
Haemultang

In Korea gibt es eine genaue Tischetikette, deren Beachtung in Gegenwart von anderen erwartet wird. Sie spielt auch deshalb eine wichtige Rolle, weil sich häufig mehrere Personen aus gemeinsamen Schüsseln bedienen. Dabei sollen Jüngere den Älteren den Vortritt lassen. Die Tischsitten dürfen von älteren Menschen ignoriert werden, nie jedoch von jüngeren, da ihre Einhaltung ein Zeichen des Respekts ist.
Wichtige Regeln der Tischetikette:
- Im Unterschied zu China werden Suppen- und Reisschüsseln nicht mit den Händen angehoben und zum Mund geführt, um das Essen zu erleichtern. Das hat damit zu tun, dass früher nur der Adel an Tischen aß, während die Bauern ihre Schüsseln zum Essen in der Hand hielten. Diese Art zu essen gilt daher als „ordinär“.
- Es ist ungehörig, sich bei Tisch die Nase zu putzen, zu husten oder zu niesen.
- Die älteste Person beginnt mit der Mahlzeit.
- Es wird kein Essen mit der Hand vom Teller genommen.
- Löffel und Stäbchen werden nie gleichzeitig benutzt.
- Das Essen mit der linken Hand gilt als unfein.
- Schmatzen beim Essen ist verpönt (zumindest bei Leuten höheren Standes), ebenso laute Geräusche von Löffeln oder Stäbchen in den Schüsseln. Das Schlürfen der Suppe ist dagegen üblich, da sie meistens sehr heiß serviert wird.
- Reis oder Suppe werden nicht umgerührt.
- Es gilt als ungehörig, in den gemeinsamen Schüsseln nach den besten Stücken zu suchen und herumzurühren.
- Das Esstempo sollte stets an das der anderen angepasst werden, so dass diese sich nicht genötigt fühlen, schneller oder langsamer zu essen.
- Die Etikette verbietet es, eine ältere Person direkt anzusehen, während man trinkt. Beim Genuss von Alkohol wendet man sich vom Gegenüber ab (falls es eine Respektperson ist), stützt mit der flachen Rechten das Glas am Boden und schirmt das Glas mit der Linken ab.
- Es wird erwartet, dass die eigene Portion Reis vollständig aufgegessen wird. Das hängt damit zusammen, dass Reis früher den Reichen vorbehalten war und als kostbar galt.
- In sehr traditionellen Familien wird am Esstisch nicht gesprochen, solange der Älteste oder Ranghöchste am Tisch nicht das Wort erhebt.

## Traditionelle Gerichte

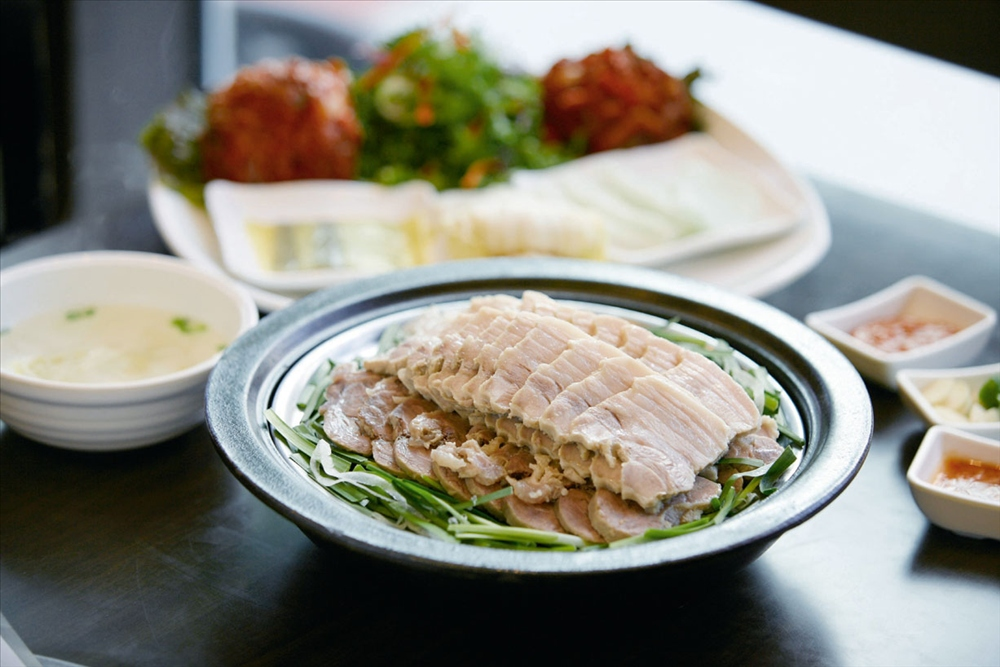
Bossam

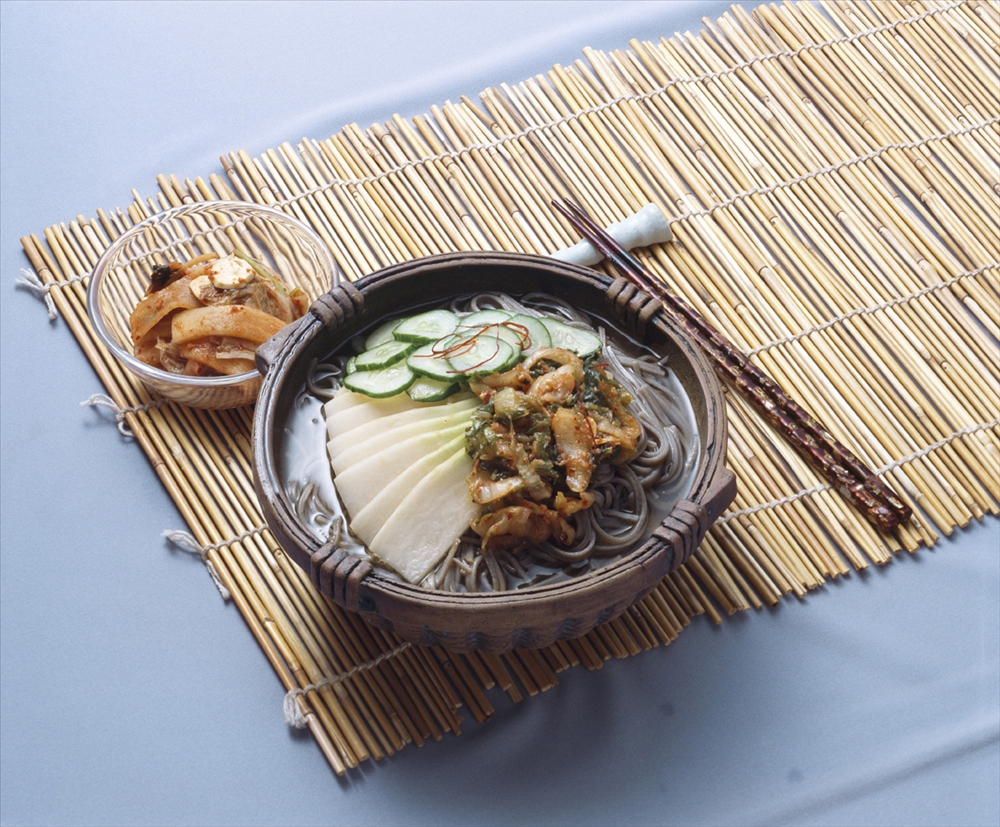
Mulnaengmyeon

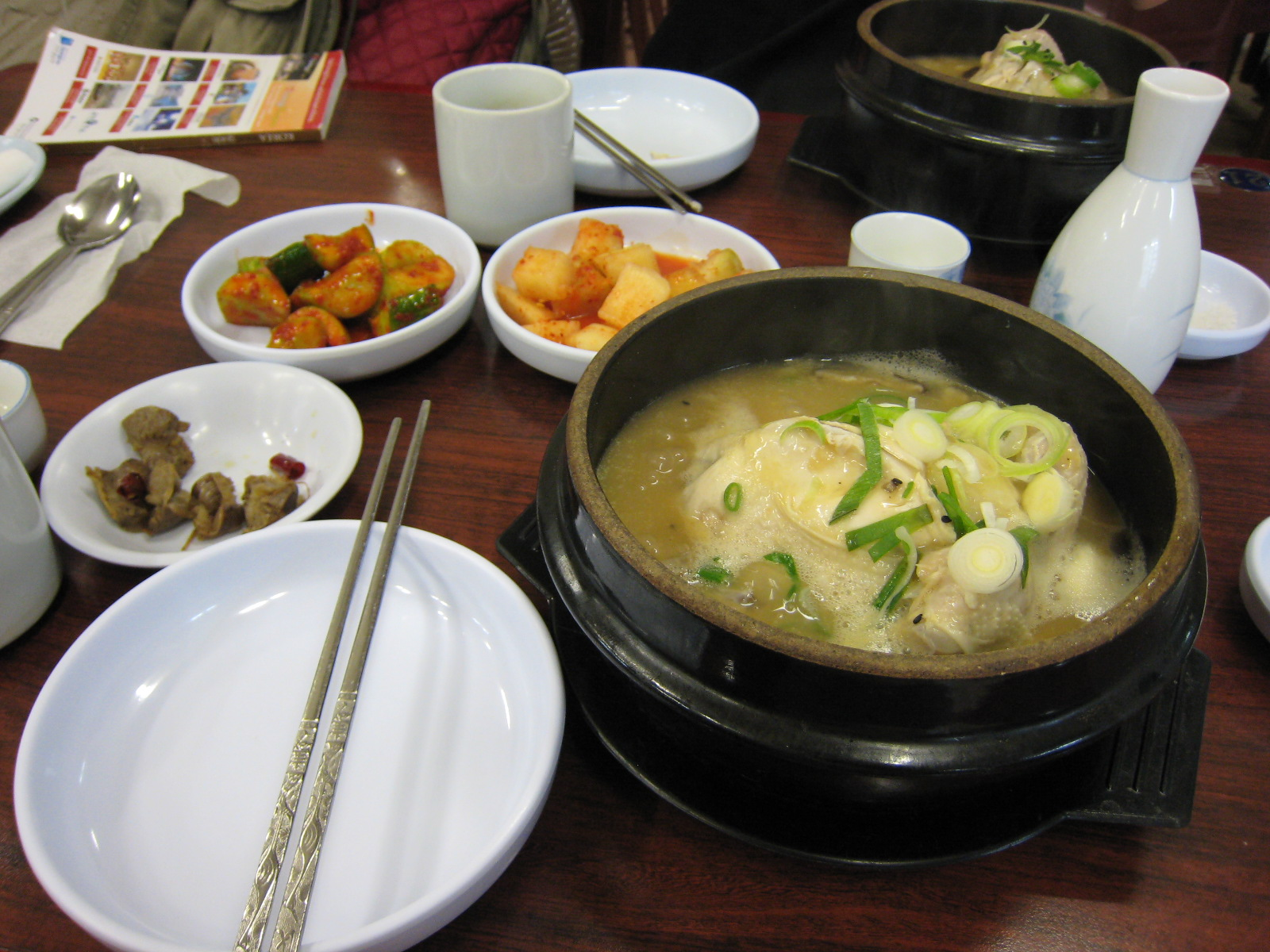
Samgyetang

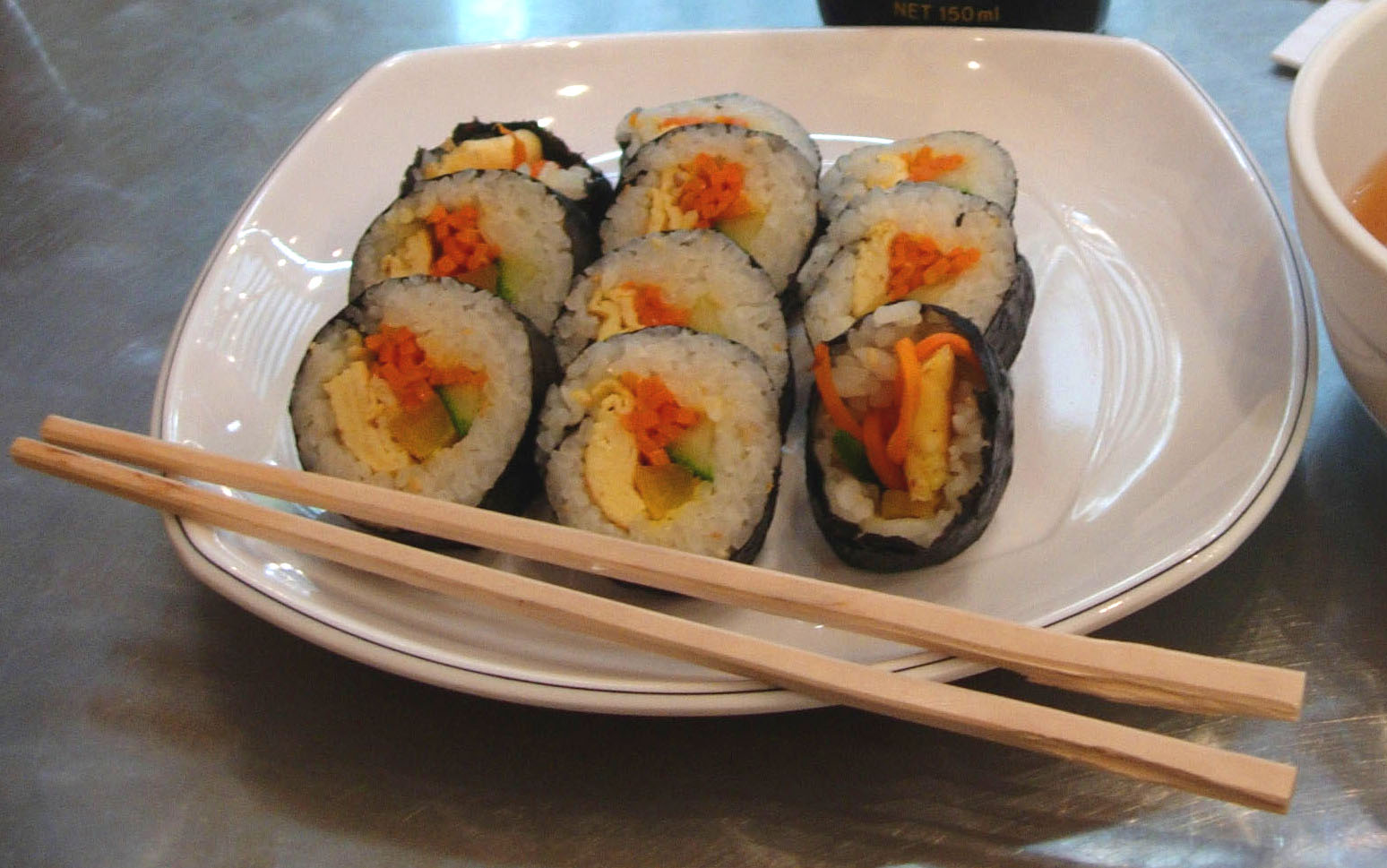
Gimbap

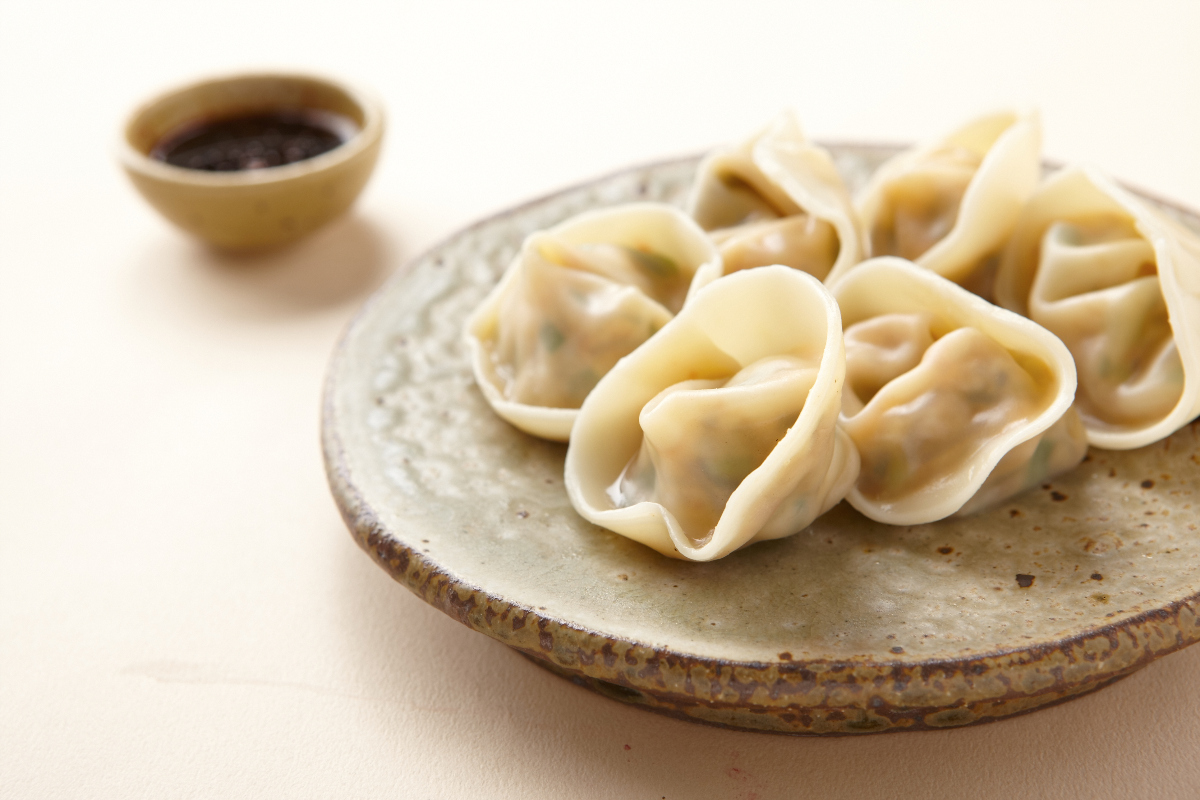
Mandu – gedämpft

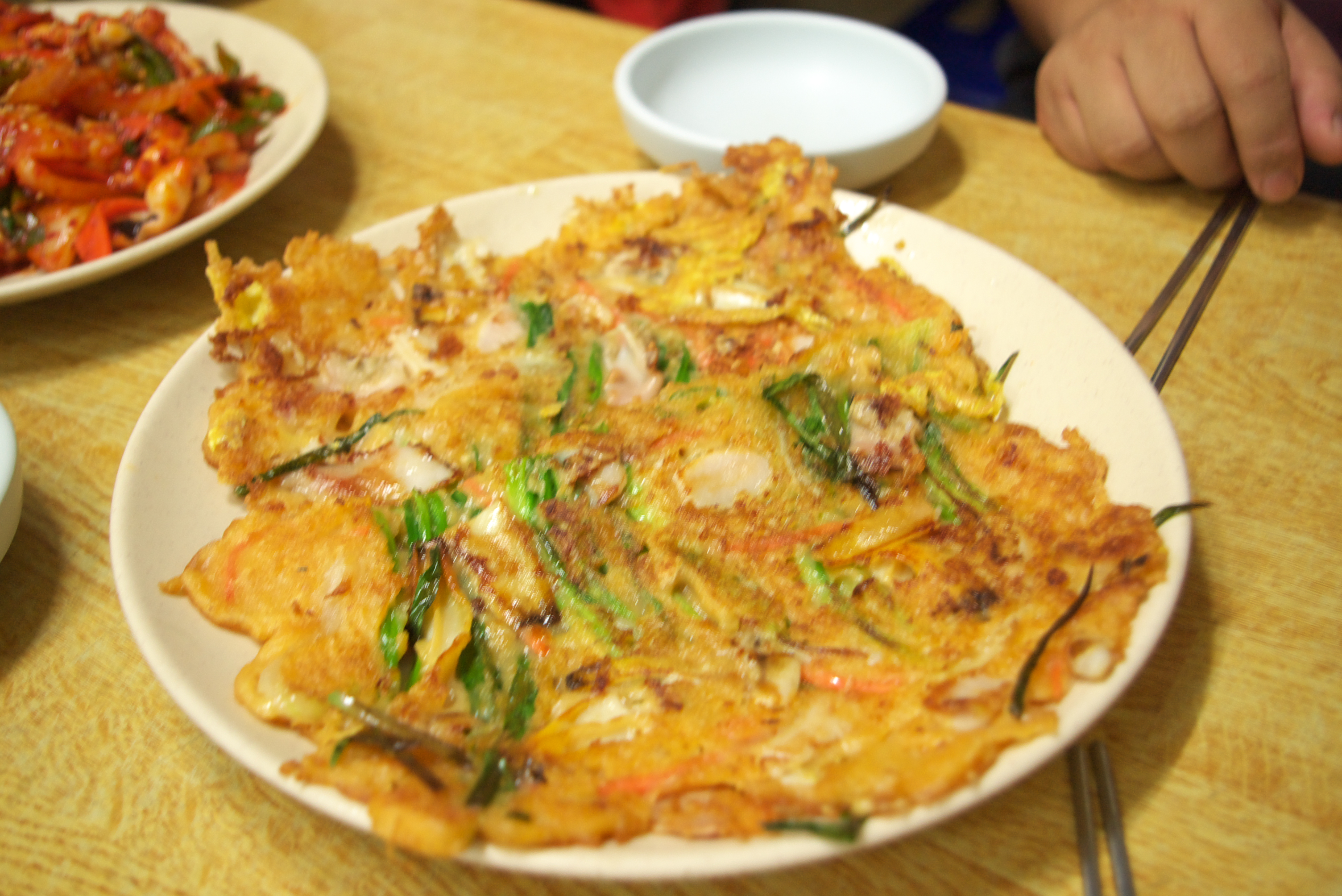
Pajeon

### Fleischgerichte
- Bossam (보쌈) – marinierte Schweinefleischstreifen oft als Anju-Speise serviert – Imbiss- oder Beilagengericht zum Alkohol
- Bulgogi (불고기) – marinierte Rindfleischstreifen in einer speziellen Pfanne gegart
- Galbi (갈비) – marinierte und gegrillte dicke Rippe vom Rind
- Roseugui (로스구이) – dünne Rinderfiletscheiben in einer Pfanne gegrillt
- Samgyeopsal (삼겹살) – Schweinebauch in der Pfanne gegrillt, eingepackt in Salat
- Dak Galbi (닭갈비) – scharfes, gebratenes Hühnchen mit einer Soße aus Süßkartoffeln, Kohl, Perillablättern, Frühlingszwiebeln und Tteok (Reiskuchen)

### Fischgerichte
- Haemultang (해물탕) – Fisch, Meeresfrüchte und Gemüse in einem Topf gekocht.
- Hoe (회) – roher Fisch

### Reis- und Getreidegerichte
- Bibimbap (비빔밥) – Reis mit Gemüse und Ei, oft auch weiteren Zutaten
- Bokkeumbap (볶음밥) – gebratener Reis mit Gemüse und vielen anderen Zutaten
- Tteokbokki (떡볶이) – gebratener Reiskuchen

### Nudelgerichte
- Japchae (잡채) – koreanische Süßkartoffelglasnudeln, meist mit Rindfleisch, Möhren und Gurke
- Jajangmyeon (짜장면) – dicke Weizennudeln mit schwarzer Bohnensauce
- Mulnaengmyeon (물냉면) – kaltes Nudelgericht, typische Sommermahlzeit
- Dakkalguksu (닭칼국수)- handgemachte Weizennudeln in Hühnersuppe, mit Hähnchenfleisch, Zucchini und Chili

### Suppen und Eintöpfe
- Bosintang (보신탕) – koreanische Hundefleischsuppe
- Budaejjigae (부대찌개) – Eintopf mit Gochujang, Schinken, Würstchen, Fleisch, Bohnen, Ramyeon, Käse, Zwiebeln, Kimchi, Tofu, Tteok u. a.
- Cheonggukjang (청국장) – dicke Sojabohnenpaste-Suppe
- Daktoritang (닭도리탕) – scharfer Hühner-Eintopf mit Kartoffeln und Nudeln
- Galbijjim (갈비찜) – Eintopf mit dicker Rippe, Maronen, Karotten, Rettich
- Haejangguk – Katersuppe
- Maeuntang (매운탕) – scharfe Fischsuppe mit Gemüseeinlage
- Manduguk (만두국) – Maultaschensuppe
- Samgyetang (삼계탕) – Hühnersuppe mit Ginsengwurzel und Daechu („rote Brustbeere“)
- Sundubujjigae (순두부찌개) – scharfe Suppe aus weichem Tofu, oft mit Meeresfrüchten und Gimchi
- Yukgaejang (육개장) – Rindfleischsuppe

### Snacks
- Gimbap (김밥) – Reis mit Gemüse und Omelettstreifen in Seetang gerollt, typischer Imbiss

### Andere
- Goguma Mattang (고구마 맛탕) – kandierte Süßkartoffel
- Mandu (만두) – Teigtaschen mit Fleischfüllung
- Jeon (전) – Pfannkuchen
  - Pajeon (파전) – Pfannkuchen mit Meeresfrüchten und Lauch
  - Kimchijeon (김치전) – Pfannkuchen mit „Kimchi“
  - Bindaetteok (빈대떡) – Pfannkuchen aus gemahlenen Mungbohnen
- Patjuk (팥죽) – Adzukibohnensuppe
- Shinseollo (신선로) – Fleisch und Gemüse in einem guglhupfartigen Topf in einer Brühe gegart
- Ssam (쌈) – (dt. etwa: eingewickelt, eingepackt) Bezeichnet verschiedene Blattgemüse und andere Lebensmittel, die verwendet werden um beispielsweise Fleisch darin einzuwickeln
  - Gim ssam (김쌈), eingewickelt in gim (Seetang)
  - Sangchu ssam (상추쌈), eingewickelt in Salatblätter
  - Baechu ssam (배추쌈), eingewickelt in Chinakohl
  - Kkaenip ssam (깻잎쌈), eingewickelt in Perillablätter
  - Chwi ssam (취쌈), eingewickelt in Chwinamul, ein koreanisches Blattgemüse
  - Hobakip ssam (호박잎쌈), eingewickelt in Kürbisblätter
  - Kimchi ssam (김치쌈), eingewickelt in Kimchi
  - Jeonbok ssam (전복쌈), mit in eingeweichten Scheiben getrockneter Abalone
  - Muneo ssam (문어쌈), mit Tintenfischscheiben
  - Possam (포쌈), mit gewürztem, rohem Rindfleisch
  - Gotgam ssam (곶감쌈), mit getrockneten Kakis
  - Milssam (밀쌈), eingewickelt in einen dünnen Pfannkuchen aus Weizenmehl
  - Eossam (어쌈), eingewickelt in ein dünnes Fischfilet
- Yukhae (육회) – koreanisches Tatar

## Typische Zutaten
- die drei Grundpasten
  - Peperonipaste – Gochujang (고추장)
  - Sojapaste – Doenjang
  - Sojasauce – Ganjang
- Peperoni – honggochu (홍고추)
- Knoblauch
- Sesamöl – chamgireum oder chamkiereum (참기름)
- Sesam – bokkeun kkae (볶은 깨)
- Ingwer – saenggang (생강)
- koreanisches Paprikapulver – gochu garu (고추가루)
- Fischsauce – aekjeot oder ekjeot (액젓)
- Jeotgal – chŏtkal (젓갈)
- Reiswein
- Seetang – gim, miyeok, dasima
- Salatchrysantheme – sukkat (쑥갓)
- „Sesamblätter“ (Perilla) – kkaenip (깻잎)
- getrocknete Wurzelgemüse, z. B. Rettich, doraji (Ballonblume), Lotoswurzeln (yeonppuri 연뿌리)
- getrocknete Meeresfrüchte, z. B. kleine anchovisähnliche Fische (myeolchi), Kalmare
- Jujuben – daechu (대추) (Ziziphus jujuba)
- Ginseng – insam (인삼)
- Tofu – dubu (두부)
- Schnittknoblauch – buchu (부추)
- Süßkartoffeln – goguma (고구마)
- Pinienkerne – jat (잣)
- Ginkgonüsse
- getrocknete junge Adlerfarnblätter – gosari (고사리)

## Getränke

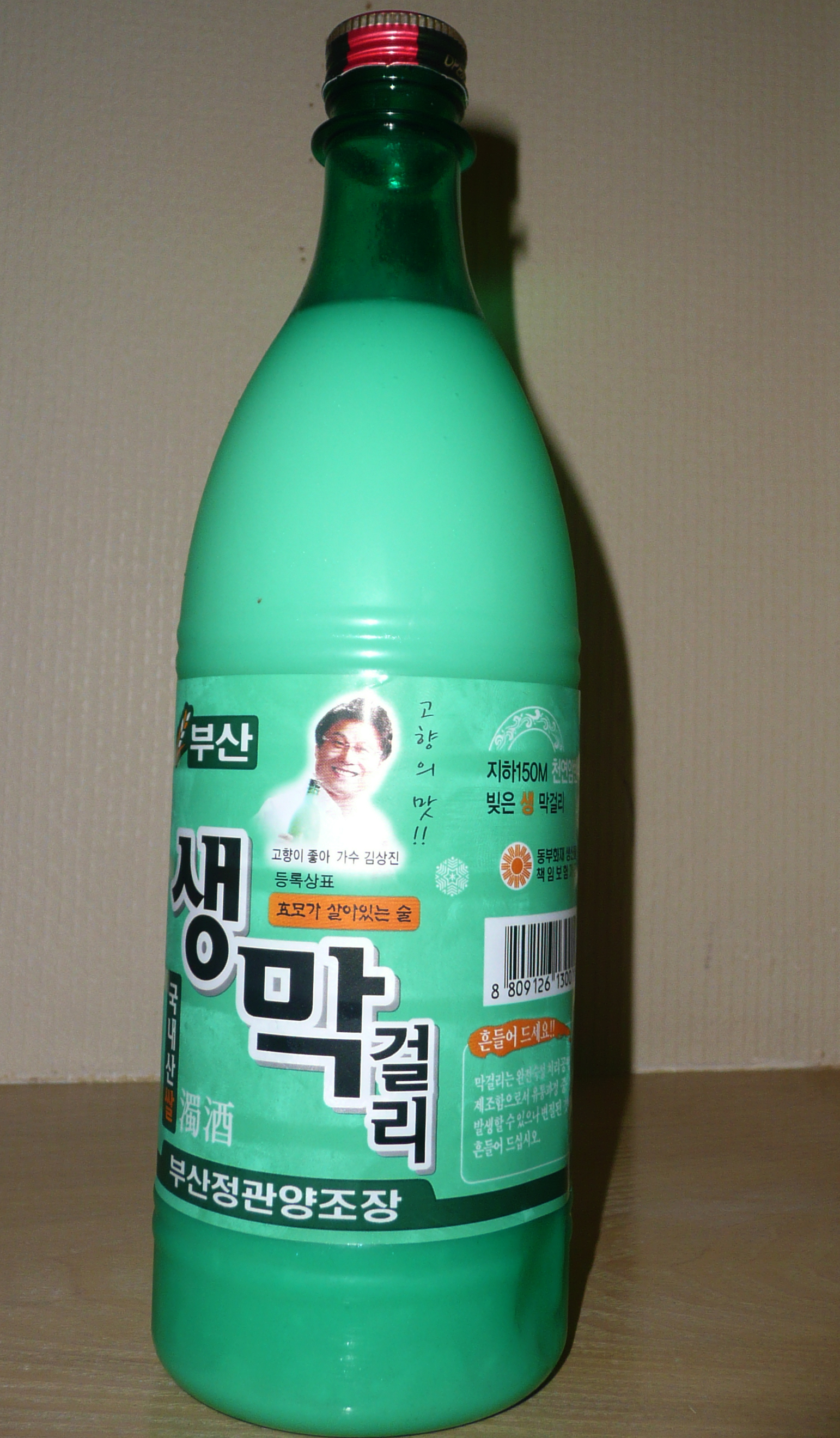
Makgeolli – Reiswein

Das Alltagsgetränk der Koreaner neben Wasser ist Tee (차, cha), der aus gerösteter Gerste aufgebrüht wird (보리차, boricha). Aber auch aus Reis werden teeähnliche Getränke gekocht, wie beispielsweise Sikhye (식혜). Zu Festen wird entweder Soju (소주, Branntwein) oder Maekju (맥주, Bier) getrunken. Bier wurde Ende des 19. Jahrhunderts von den Japanern eingeführt und ist seit den 1930er Jahren populär. Spezielle fermentierte Weine aus Reis, die eigentlich dem Ale entsprechen, wurden früher von vielen Familien zu Hause hergestellt. Während der Zeit, in der Korea eine Kolonie Japans war (1910–1945), war diese private Weinherstellung verboten, und auf Grund der Reisknappheit blieb dieses Verbot bis 1971 bestehen. Heute ist nongju (=makgeolli), ein milchiger Reiswein, sehr beliebt, andere Reisweine sind cheongju, dongdongju und ihwaju. Grundsätzlich wird Alkohol in Korea nur zusammen mit Snacks (안주, anju) getrunken, nicht alleine.
Ein typisch koreanisches Getränk ist sodann Yuja-Tee (유자차, yuja chaphoto, auch yujacha oder yuja-cha). Das Getränk wird mit heißem Wasser aus einem marmeladenähnlichen Sirup zubereitet, der aus Honig, Zucker und der geschnittenen Rinde der Yuja-Frucht (Citrus x junos, japanisch Yuzu) hergestellt wird, einer Citrusfrucht, deren Geschmack etwa zwischen Grapefruit und Mandarine liegt. Yuja-Tee soll bei Erkältungen Linderung bringen. Omijacha (오미자차) ist ein Getränk aus den in kaltem Wasser eingelegten getrockneten Früchten des Chinesischen Spaltkörbchens (오미자, Schisandra chinensis). Sujeonggwa (수정과) ist ein Tee aus Zimt und getrockneten Kakis, der in der Regel kalt als Nachtisch serviert wird.

## Zertifizierung
Im Auftrag des koreanischen Ministerium für Landwirtschaft vergibt eine Jury seit 1994 den Titel des Großmeisters an Personen, die in der Herstellung traditioneller Lebensmittel oder Alkoholprodukte geschult und langjährig tätig sind.